# Dekanija Šenčur
Dekanija Šenčur je rimskokatoliška dekanija Nadškofije Ljubljana. Dekan Dekanije Šenčur je Urban Kokalj, prodekan pa Slavko Kalan.

## Župnije
- Župnija Cerklje na Gorenjskem
- Župnija Jezersko
- Župnija Preddvor
- Župnija Smlednik
- Župnija Šenčur
- Župnija Trboje
- Župnija Velesovo

## Nekdanje župnije
- Župnija Kokra
- Župnija Šenturška Gora